# AKB48 春季之全国小小巡演～路还远着呢AKB48!～
AKB48 春季之全國小小巡演～路還遠着呢AKB48!～（日語：春のちょっとだけ全国ツアー～まだまだだぜ AKB48!～)是日本女子偶像組合AKB48在2007年3月10日至4月1日在東京厚生年金會館、愛知厚生年金會館、福岡國際會議場、NHK大阪HALL舉行的全國巡迴演唱會，亦是AKB48初次巡迴演唱會。

## 概要
本次演唱會是AKB48第二次演唱會，亦是初次的全國巡迴演唱會。出演為是初代Team A、Team K及三位由Team A移植至Team B的成員。而當有成員因工作等原因未能出現，則由Team B的候補生代演。
- 官方Blog於2006年8月披露將會在2007年春天舉行全國巡迴演唱會[5][6]。而在2006年12月於官方Blog公佈詳細的全國巡迴演唱會資訊[7][8]。
- 演唱會同時表演於2007年4月18日發行的《曾不屑一顧的愛情》（軽蔑していた愛情），而於2007年3月11日在東京的表演則在下午及晚上分別進行公演[9]。而各個公演完成後都分別舉行握手會或拍手會。

## 參加成員
團隊所屬以演出時為準。

### 東京、大阪
- Team A
  - 板野友美、大江朝美、大島麻衣、川崎希、小嶋陽菜、駒谷仁美、佐藤由加理、篠田麻里子、高橋南（高橋みなみ）、戶島花、中西里菜、成田梨紗、星野滿（星野みちる）、前田敦子、增山加彌乃、峯岸南（峯岸みなみ）
- Team K
  - 秋元才加、大島優子、大堀惠、奧真奈美、小野惠令奈、河西智美、小林香菜、佐藤夏希、高田彩奈、野呂佳代、早野薰、增田有華、松原夏海、宮澤佐江
- Team B
  - 浦野一美、平嶋夏海、渡邊志穗

### 名古屋、福岡
- Team A
  - 板野友美、大江朝美、大島麻衣、川崎希、小嶋陽菜、駒谷仁美、佐藤由加理、篠田麻里子、高橋南、戶島花、中西里菜、成田梨紗、星野滿、前田敦子、增山加彌乃、峯岸南
- Team K
  - 梅田彩佳（只出演福岡）、大堀惠、奧真奈美、小野惠令奈、河西智美、小林香菜、佐藤夏希、高田彩奈、野呂佳代、早野薰、增田有華、松原夏海、宮澤佐江[10]
- Team B
  - 浦野一美、平嶋夏海、渡邊志穗[11]
- Team B候補生（大島、秋元代演）
  - 井上奈瑠、柏木由紀[12]

## 曲目
- 所有時間為日本時間。

### 東京、大阪
- 舉辦日期：（東京）3月10日、3月11日；（大阪）3月31日、4月1日
- 開場時間：（3月11日午）12：30開始入場，13：00正式開演；（3月11日夜、4月1日）15：30開始入場，16：00正式開演；（3月10日、3月31日）16：30開始入場，17：00正式開演
- 舉辦地點：東京厚生年金會館（日语：東京厚生年金会館）、NHK大阪HALL（日语：NHK大阪ホール）

1. overture
2. Virgin love - 全員
3. BINGO! - 全員
4. 生日夜（誕生日の夜） - 全員
5. MC1
6. 正在戀愛中（ただいま恋愛中） - Team A、浦野、平嶋、渡邊
7. 令人在意的轉校生（気になる転校生） - Team K
8. Only today - Team A、浦野、平嶋、渡邊
9. 腦內天堂（脳内パラダイス） - Team K
10. MC2
11. 7點12分的初戀（7時12分の初恋） - 大江、駒谷、成田、前田、增山
12. 你是天馬（君はペガサス） - 秋元、佐藤夏、野呂、宮澤
13. 純愛的漸強音（純愛のクレッシェンド） - 小嶋、高橋、峯岸
14. MARIA - 大堀、河西、增田
15. Faint - 板野、川崎、戶島
16. 淚中帶笑（泣きながら微笑んで） - 大島
17. 加油！（ガンバレ!） - 星野
18. 骨頭華爾茲（ほねほねワルツ） - 骨頭組 from AKB48（板野、奧、小野和增山）
19. 歸鄉 - 佐藤由、篠田、中西
20. 滴溜溜的轉（くるくるぱー） - 大堀、小林、高田、早野、松原
21. MC3
22. 制服真礙事（制服が邪魔をする） - 板野、大島麻、小嶋、篠田、高橋、中西、前田、峯岸、秋元、大島、小野、河西、增田、宮澤
23. 曾不屑一顧的愛情（軽蔑していた愛情） - 板野、大島麻、小嶋、篠田、高橋、中西、前田、峯岸、秋元、大島、小野、河西、小林、佐藤夏、增田、宮澤
24. Mr. Kissman - 全員
25. MC4
26. 單戀的畢業式（片思いの卒業式） - 全員

安可曲
1. Dear my teacher - 全員
2. LOVE CHASE - Team A、浦野、平嶋、渡邊
3. 化作滾石吧（転がる石になれ） - Team K
4. 與花迸散！（花と散れ!） - Team K
5. AKB48 - 全員
6. 櫻花的花瓣們 - 全員
7. 裙襬飄飄 - 全員
8. 想見你 - 全員[13]
9. 明天會有不一樣的你（明日は明日の君が生まれる） - Chocolove from AKB48（中西、秋元、宮澤）※只於大阪演出[14]

### 名古屋、福岡
- 舉辦日期：（名古屋）3月17日；（福岡）3月18日
- 開場時間：16：30開始入場，17：00正式開演
- 舉辦地點：愛知厚生年金會館（日语：愛知厚生年金会館）、福岡國際會議場

1. overture
2. Virgin love - 全員
3. BINGO! - 全員
4. 生日夜 - 全員
5. MC1
6. 正在戀愛中 - Team A、浦野、平嶋、渡邊
7. 令人在意的轉校生 - Team K、井上、柏木
8. Only today - Team A、浦野、平嶋、渡邊
9. 腦內天堂 - Team K、井上、柏木
10. MC2
11. 7點12分的初戀 - 大江、駒谷、成田、前田、增山
12. 你是天馬 - 佐藤夏、高田（代替秋元）、野呂、宮澤
13. 純愛的漸強音 - 小嶋、高橋、峯岸
14. MARIA - 大堀（名古屋公演）／梅田（福岡公演）、河西、增田
15. Faint - 板野、川崎、戶島
16. 淚中帶笑 - 增田（代替大島）
17. 加油！ - 星野
18. 骨頭華爾茲 - 骨頭組 from AKB48（板野、奧、小野和增山）
19. 歸鄉 - 佐藤由、篠田、中西
20. 滴溜溜的轉 - 大堀、小林、高田、早野、松原
21. MC3
22. 制服真礙事 - 板野、大島麻、小嶋、篠田、高橋、中西、前田、峯岸、小野、河西、增田、宮澤
23. 曾不屑一顧的愛情 - 板野、大島麻、小嶋、篠田、高橋、中西、前田、峯岸、小野、河西、小林、佐藤夏、增田、宮澤
24. Mr. Kissman - 全員
25. MC4
26. 單戀的畢業式 - 全員

安可曲
1. Dear my teacher - 全員
2. LOVE CHASE - Team A、浦野、平嶋、渡邊
3. 化作滾石吧 - Team K、井上、柏木
4. 與花迸散！ - Team K、井上、柏木
5. AKB48 - 全員
6. 櫻花的花瓣們 - 全員
7. 裙襬飄飄 - 全員
8. 想見你 - 全員

## DVD
演唱會的DVD於2007年7月18日由DefSTAR Records負責發行，收錄了在東京厚生年金會館舉行的演出及幕後花絮。本DVD在Oricon公信榜的最高排名為42名。

### 备注
1. ↑  演唱會舉行時尚未成為正式成員。